# Kalikarung
Kalikarung is een bestuurslaag in het regentschap Wonosobo van de provincie Midden-Java, Indonesië. Kalikarung telt 4355 inwoners (volkstelling 2010).